# Rio Bonito (Rio Hondo)
Der Rio Bonito (spanisch für „schöner Fluss“) ist der 65 km lange linke Quellfluss des Rio Hondo im US-Bundesstaat New Mexico.

## Verlauf
Der Rio Bonito durchfließt die Sacramento Mountains im Südosten von New Mexico. Die Quellflüsse entspringen im Norden des Gebirgszugs Sierra Blanca. Der Rio Bonito entsteht am Zusammenfluss von Bonito Creek (links, 12,7 km lang) und South Fork Rio Bonito (rechts, 9,6 km lang) 8 km westlich der Siedlung Angus auf einer Höhe von 2270 m. Der Rio Bonito fließt anfangs nach Osten. Schon nach zwei Kilometern wird er zum Bonito Lake aufgestaut. Er passiert die Siedlung Angus und wendet sich kurz darauf in Richtung Ostnordost. Der Rio Bonito passiert Fort Stanton, ein Armeestützpunkt während des Sezessionskrieges. Kurz nach der Einmündung des Salado Creek von links wendet sich der Rio Bonito nach Südosten. Auf den letzten 27 Kilometern fließt der Rio Bonito in südöstlicher, später in südsüdöstlicher Richtung. Der U.S. Highway 380 folgt dem Flusslauf. Der Rio Bonito passiert noch die Siedlung Lincoln und trifft bei der Siedlung Hondo auf den weiter südlich fließenden Rio Ruidoso, mit dem er sich zum Rio Hondo vereinigt.

## Hydrologie
Der Rio Bonito entwässert ein etwa 764 km² großes Gebiet. Der mittlere Abfluss (MQ) am Pegel einen Kilometer oberhalb der Mündung beträgt 0,3 m³/s.

## Geschichte
Fort Stanton und Lincoln waren wichtige Stationen im Leben von Billy the Kid.